# H.L. Mencken
Henry Louis (H. L.) Mencken, född 12 september 1880 i Baltimore i Maryland, död 29 januari 1956 i Baltimore, var en amerikansk kritiker och lingvist. Han väckte uppseende genom sina angrepp på traditioner och accepterade normer. Angreppen, som var riktade såväl mot sociala planerare, feminister och rasjämlikhetsförkämpar som mot bokbränning, lynchning och dubbelmoral, samlades i serien Prejudices (sex band, tryckta i New York 1919–1927). Hans monumentala The American Language (1918, supplement i två band 1945–1948) är en livlig diskussion om utvecklingen av det engelska språket i USA. Menckens ensidiga, negativa hållning gjorde att han miste mycket av sitt inflytande efter 1930. På svenska finns Samlade fördomar : artiklar och essayer (urval och översättningar: Anna Lenah Elgström och Cid Erik Tallqvist, Bonnier, 1931)